# Обмеження швидкості руху на дорогах в Україні
Обмеження швидкості руху на дорогах в Україні для легкових автомобілів наступні:
- 50 км/год у населених пунктах (позначених дорожніми знаками з назвою пункту на білому тлі). [1]
- 20 км/год у житлових і пішохідних зонах.[1]
- 90 км/год поза населеними пунктами.[1]
- 110 км/год на автомобільній дорозі з окремими проїзними частинами, що відокремлені одна від одної розділювальною смугою.[1]
- 130 км/год на автомагістралі. [1]

## Нові водії
Обмеження швидкості для водіїв зі стажем менше 2 років становить 70 км/год.

## Мотоцикли та рух під час буксирування
- 50 км/год у населених пунктах.[1]
- 80 км/год поза населеними пунктами.[1]
- 50 км/год під час буксирування.[1]